# Alfred de Bougy
Alfred de Bougy (Alfred James Louis Joseph de Bougy) (* 5. November 1814 in Grenoble; † 4. September 1871 in Thonon-les-Bains) war ein französischer Schriftsteller, Historiker und Bibliothekar der Sorbonne. Er schrieb auch unter dem Pseudonym Ethelred Bergeville.
Er stammte aus einer alten adligen Hugenottenfamilie aus Gâtinais, Loiret. Bougy war Mitglied der Société des gens de lettres und wurde zum Chevalier de l’ordre de Saint-Martin sowie zum Chevalier de l’ordre des Saints-Maurice-et-Lazare ernannt.

## Werke (Auswahl)
- Le Tour du Léman, 1846 Texte en ligne
- Histoire de la bibliothèque Sainte-Geneviève, précédée de la chronique de l’abbaye, de l’ancien collège de Montaigu et des monuments voisins, d’après des documents originaux et des ouvrages peu connus, 1847 Texte en ligne
- Turlupinades à l’encontre des pédagogues et des cuistres de l’école du bon sens, 1847
- Évian et ses environs, province du Chablais en Savoie, rive gauche du lac Léman, 1852 Texte en ligne
- J.-J. Rousseau. Fragments inédits, suivi des Résidences de Jean-Jacques, 1853 Texte en ligne
- Un million de rimes gauloises, fleur de la poésie drolatique et badine depuis le XVe siècle recueillie., annotée et précédée d’une préface par Alfred de Bougy, 1852 Texte en ligne
- Voyage dans la Suisse française et le Chablais, 1860 Texte en ligne
- Le Supplice du bourreau, sombre récit, 1864 Texte en ligne
- La Vengeance du bravo, 1865 Texte en ligne
- Légende, histoire et tableau de Saint-Marin, République du Mont Titan, préface de George Sand, 1865 Texte en ligne
- Les Bourla papei, ou Brûleurs de papiers, roman rustique vaudois, 1869. Réédition : Slatkine, Genève, 1988 Extraits en ligne